# Melicope vitiflora
Melicope vitiflora är en vinruteväxtart som först beskrevs av Ferdinand von Mueller, och fick sitt nu gällande namn av Thomas Gordon Hartley. Melicope vitiflora ingår i släktet Melicope och familjen vinruteväxter. Inga underarter finns listade i Catalogue of Life.